# Wasserburg-Buchau

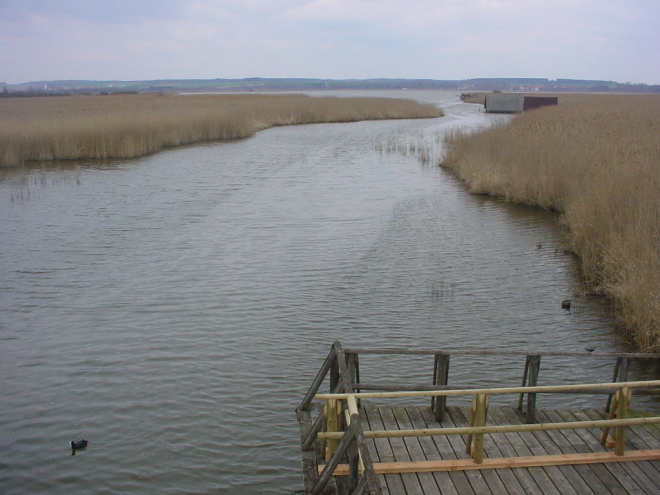
Federsee vid Bad Buchau, en av södra Tysklands största myrar.

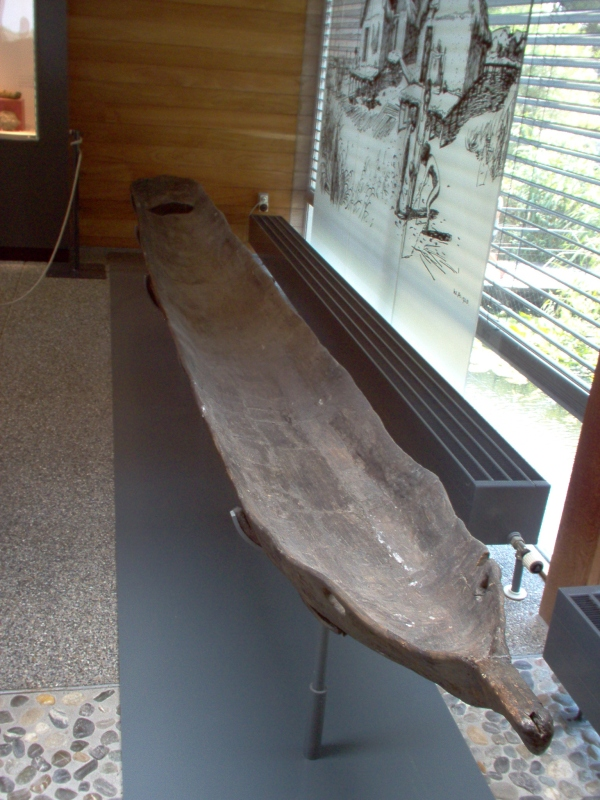
En stockbåt som hittades vid utgrävningarna.

Wasserburg-Buchau är en bronsåldersboplats vid sjön Federsee i södra Tyskland belägen cirka 15 km sydväst om staden Biberach an der Riss i Baden-Württemberg.

## Forskningshistoria
Anläggningen som ligger inom Federsees myr och våtmark, grävdes fram mellan 1920 och 1928 samt 1936 genom den tyska arkeologen Hans Reinerth (1900-1990). Eftersom Reinerth aldrig publicerade sitt material, blev det först efter hans död 1990 tillgänglig för fackvetenskapen. Nyare forskning ifrågasätter dock några av Reinerths rekonstruktioner och slutsatser, exempelvis om boplatsen fanns på en ö.  Sedan 1998 utvärderar Pfahlbaumuseum Unteruhldingen och Landesamt für Denkmalpflege Baden-Württemberg underlaget från Hans Reinerths grävningar.
Samtliga fynd förvaras idag i samlingarna av Württembergischen Landesmuseum i Stuttgart och i Federseemuseum i Bad Buchau.

## Boplatsen
Bronsåldersboplatsen, som var en pålbyggnad vid Federsee, uppstod ungefär 1100 f. kr. och var på ostsidan säkrad med en tredubbel palissadring. Boplatsen mätte 118 x 151 meter och hade två byggfaser. Den äldre delen bestod av 38 små hus med en planyta av 5 x 5 meter som bildade en liten by. Den yngre boplatsen bestod (enligt Reinerth) av nio byggnader med tre flyglar vardera och en storlek på omkring 100 m² per byggnad. Den yngre boplatsen förstördes av en brand omkring 800 f. kr.